# Aféra Bamberg
Aféra Bamberg či bamberská aféra je mediální označení politického skandálu, který začal v březnu 1998. Česká televize informovala o tom, že v roce 1995 vyrazil předseda ČSSD Miloš Zeman se stranickým kolegou Karlem Machovcem do německého města Bamberk na jednání s čechošvýcarským podnikatelem Janem Vízkem. Na schůzce Vízek podle tvrzení novinářů nabídl, že dá sociální demokracii několik set milionů darem a také kompromitující materiály na představitele ODS a ODA. Na oplátku Vízek požadoval ministerská křesla ve vládě pro své lidi a další funkce.
Zeman novinářům řekl, že si na nějaké setkání pamatuje, ale že s „psychopatem“ Vízkem „po pěti minutách vyrazil dveře“ a prohlásil, že za tuto kauzu může StB. ČT však později zjistila, že schůzek bylo dohromady pět. Zlom nastal v roce 2001, kdy deníku MF DNES poskytl rozhovor další účastník bamberských schůzek, Jaroslav Vlček. V něm řekl, že se na schůzkách skutečně jednalo o dosazení Vízkových lidí do ČSSD. Zároveň uvedl, že jim Vízek už tehdy řekl o černém kontu ODS, které na podzim 1997 vyústilo v pád vlády. Sociální demokraté pravdivost Vlčkových slov popřeli.